# NGC 1402
NGC 1402 (другие обозначения — ESO 548-61, MCG -3-10-23, IRAS03372-1841, PGC 13467) — линзообразная галактика (SB0) в созвездии Эридан.
В галактике обнаружено интенсивное излучение мегамазера H2O и эмиссионная линия железа Fe-K. Это говорит о наличии активного ядра, которое затенено межзвездной средой.
Этот объект входит в число перечисленных в оригинальной редакции «Нового общего каталога».